# 元明月
元 明月（げん めいげつ、508年 - 534年）は、北魏の公主。平原公主（へいげんこうしゅ）に封じられた。

## 生涯
父は北魏の京兆王元愉で、母は楊奥妃。西魏の文帝元宝炬の同母妹である。
元愉が謀反に失敗して自害すると、身重であった楊奥妃も明月を産んだ後に処刑された。明月と4人の兄は助命されるが監禁された。自由になったのち、父母の喪に3年服した。
数え15歳の時、明月は最初の夫の侯氏（霊太后の母方の従弟の息子）と結婚した。侯氏と死別すると、美貌であった明月を娶ろうと封隆之と孫騰が争った。永熙3年（534年）、高歓は晋陽に出向くに当たり、洛陽の留守を共に腹心である封隆之と孫騰に任せた。明月は封隆之を次の夫に選ぼうとしたが、嫉妬した孫騰の陰謀により、封隆之は官を追われて郷里に逼塞した。まもなく孫騰は帯刀して皇宮に無断で入り込み、御史に斬りつけ、罪を恐れて晋陽へ逃走した。
そうした中、明月の従弟である孝武帝は明月の美貌に魅了され、彼女を情婦とした。孝武帝は他にも元蒺藜と安徳公主の従姉妹2人を情婦とし、4人はたびたび皇宮で乱交した。
同年冬、孝武帝は元蒺藜と安徳公主を置き去りにし、明月とともに長安の宇文泰の許に身を寄せた。しかし宇文泰は孝武帝の乱行を憎み、明月の兄である元宝炬に命じ、彼女を騙しておびき寄せた。宇文泰の兵に捕らえられた明月は殺害された。26歳だった。孝武帝はこのため宇文泰を憎んだが、同年に孝武帝も宇文泰に殺害された。
元蒺藜は、孝武帝と別れた後に絶望して自殺した。安徳公主は東魏・北斉の時代まで生きたが、北斉の宮廷において群臣の眼前で、文宣帝と胡人によって公開凌辱された。同時に文宣帝の兄の未亡人で元氏の公主であった文襄敬皇后も輪姦されている。

## 典拠
- 『魏書』巻22 孝文五王列伝第10 京兆王愉伝
- 『北史』巻5 魏本紀第5 孝武帝紀
- 『北斉書』巻21 列伝第13 封隆之伝
- 『臨洮王妃楊氏墓誌銘』